# Alice van Romondt

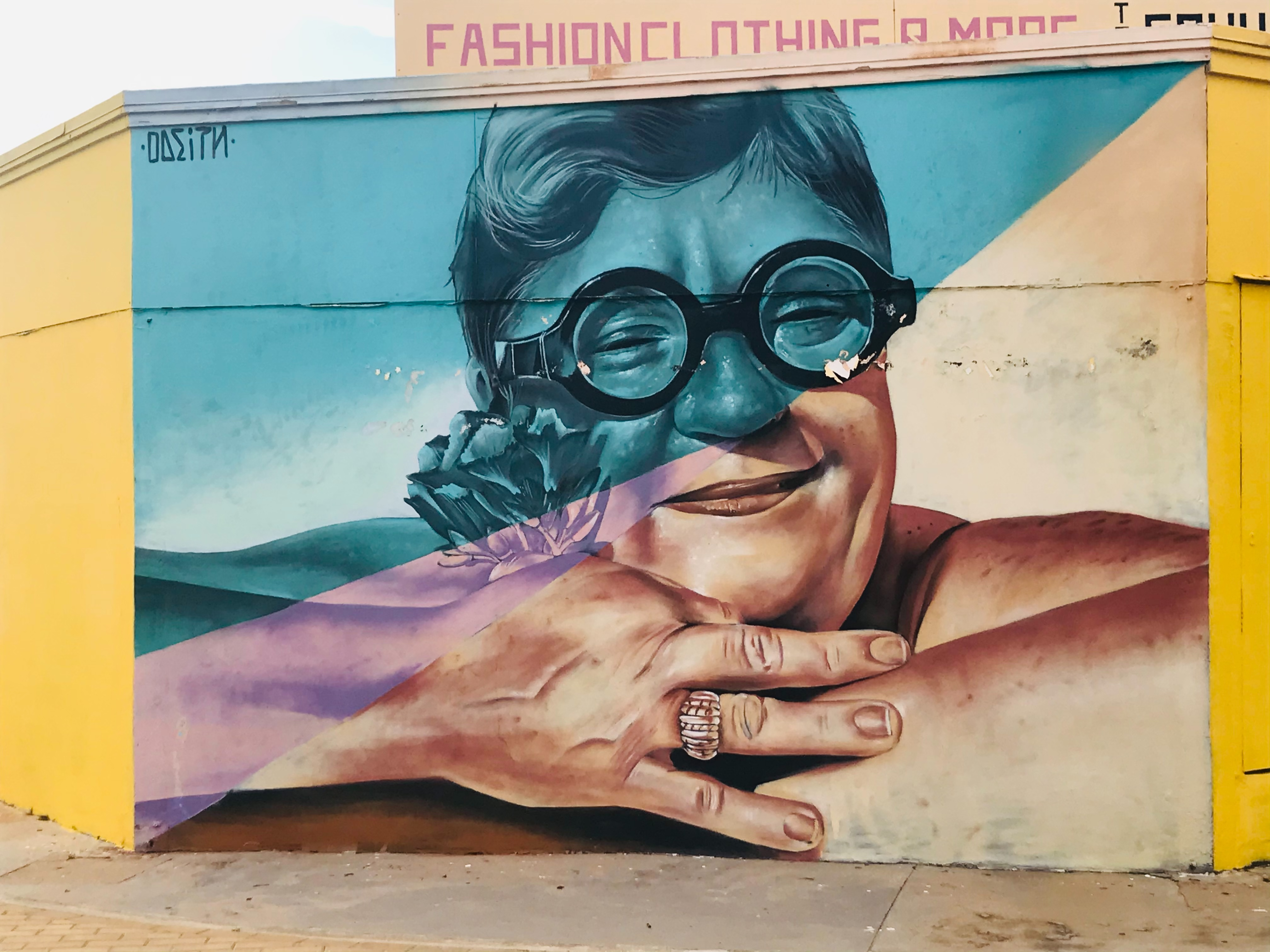
Muurschildering 'Miss Alice" (2017) te San Nicolas, van de Portugese kunstenaar Odeith.

Alice van Romondt (Aruba, 1949) is een Arubaans schrijfster en cultuurbevorderaar. 

## Biografie
Alice van Romondt werd geboren als eerste kind van Pete van Romondt en Alice de Veer en groeide op in Oranjestad. Ze heeft een broer en een zus. Zij bezocht Mon Plaisir College en Maria Immaculata Lyceum in Curaçao. Ze studeerde eerst M.O. Nederlands aan de Universiteit van Amsterdam en voltooide in 1972 de bibliotheekopleiding aan de Frederick Muller Academie in Amsterdam. Hetzelfde jaar begint Van Romondt haar carrière in de openbare bibliotheek van Curacao als hoofd van de externe dienst, belast met de schoolbibliotheek. In 1978 verhuist zij naar Aruba, waar zij in dienst treedt van de Nationale Bibliotheek van Aruba (BNA), waarvan zij per 1 oktober 1979 directeur werd.
Alice van Romondt zet zich in om het culturele erfgoed van Aruba bewaard te laten blijven voor toekomstige generaties. Ze zorgde voor de bouw van verschillende bibliotheken en het ontwikkelen van monumentenzorg op de eilanden als manier om verschillende kunstvormen te behouden en bij elkaar te brengen. Begin jaren tachtig richtte zij, tezamen met Miep Diekmann en Liesbeth van Houten van uitgeverij Leopold, de stichting Charuba op. De eigen Arubaanse uitgeverij diende om Arubaanse auteurs te stimuleren. Zij trad als voorzitter op.
Van 1994 tot 2001 was Van Romondt secretaris van de ministerraad van Aruba onder het kabinet-Henny Eman II en III. Hierna trad zij op als beleidsadviseur van minister Michelle Hooyboer-Winklaar, die de portefeuille cultuur had in het kabinet-Mike Eman I en onderwijs in het Kabinet-Mike Eman II. Namens de minister tekende zij voor de officiële oprichting van de stichting Arubaans Museum in 2013. 
Op 30 mei 2018 ontving zij de Zilveren Anjer voor haar bijzondere bijdrage ter bevordering van de cultuur, de literatuur en de kunsten op het eiland Aruba. Ze is erelid van het Prins Bernhard Cultuurfonds en initieert en realiseert belangwekkende projecten en speelt hierin een verbindende rol.  
Rebecca Roos maakte de film I can't be moe (2024) over haar en schetst hiermee een beeld van de creatieve industrie van Aruba en de rest van Caribisch Nederland. 